# Грибанов (село)
Грибанов (укр. Грибанів; до 2025 года — Грибанево) — село,
Реутинский сельский совет,
Конотопский район,
Сумская область,
Украина.
Код КОАТУУ — 5922687204. Население по переписи 2001 года составляло 8 человек.

## Географическое положение
Село Грибанево находится в лесном массиве (сосна, берёза) между реками Реть и Глистянка (3-4 км).
Рядом с селом протекает пересыхающий ручей с прудом Лозовик.